# 拉基夫利斯
51°37′3″N 24°54′49″E / 51.61750°N 24.91361°E
拉基夫利斯（烏克蘭語：Раків Ліс），是烏克蘭西北部的村莊，隸屬沃倫州的卡明-卡希爾斯基區。該村面積5.45平方公里，海拔高度151米，人口3,500，人口密度每平方公里559.59人。